# Cetiosauridae
Los cetiosáuridos (Cetiosauridae, "reptiles ballenas") es una familia inactiva de dinosaurios saurópodos que vivieron en el Jurásico inferior y el medio (hace aproximadamente 185 y 162 millones de años, entre el Toarciano y el Bajociano), en lo que es hoy Europa, África, la India, Sudamérica y Norteamérica.

## Descripción
Los cetiosáuridos eran saurópodos pesados que no presentaban espacios huecos en sus vértebras para aligerar el peso. Además no podían erguirse sobre sus patas traseras como los saurópodos posteriores.

## Sistemática
Se los clasifica como los saurópodos más cercanamente emparentados con los cetiosaurios que con el saltasaurio.